# Шинкарук Сергій Владиславович
Сергій Владиславович Шинкарук (народ. 28 червня 1963 Ужгород) — український сценарист, письменник. Автор команди КВК «Три товстуни» (Хмельницький). Двічі чемпіон відкритої української ліги АМіК на телеканалі «1 + 1» — 1999 і 2002 рр. Редактор «КВК-газети» (Україна) — 1996—2004 р Член «Клубу Голохвастова» (газета «Киевские ведомости») з 2000 року. Лауреат премії «Телетріумф» в номінації сценарист (сценарна група) телевізійної програми — програма «Вечірній квартал» (2012, 2013, 2015).

## Біографія
Народився 28 червня 1963 року у Ужгороді. Закінчив мехмат Одеського державного університету ім. Мечникова (1981—1986).
Був одним із засновників Хмельницької міської організації Народного Руху України - 1989р. Депутат міської ради 1990-1994 р.
З 2006 року працює сценаристом в «Студії Квартал-95». Брав участь в написанні проектів: «Вечірній квартал», «Київ Вечірній», «Неділя з Кварталом», «Україно, вставай!», «Пороблено в Україні», «Танці з зірками», «Бійцівський клуб», «23 лютого в великому місті», «8 березня у великому місті», політичний мультсеріал «Казкова Русь» і ін.  
Друкувався у виданнях: «Веселка», «Фонтан», «Полудень. XXI століття», «Поріг-АК», «Навкруги сміху», «Київські відомості», «Газета по-київськи», «Наша Канада», «Зарубіжні задвірки» та інших виданнях.  
– Лауреат літературної премії журналу «Веселка» – повість «Смерть блазня», 2014 рік. 
– Дипломат премії ім. Максиміліана Кириєнко-Волошина (2019 р.). Книжка «Найпростіша справа» 
– Переможець міжнародного фестивалю комедійного мистецтва «ГаШоТю»-2020» у номінації «Найкраще гумористичне оповідання» –оповідання »Повстання машин N2.
Автор книг «Супершоу», «Смерть блазня», «Дев'ять з половиною днів», «Чому я не стану президентом», «Викрадення «Гетьмана», «Найпростіша справа», «Друга спроба», «Термінове відрядження, "Обирай знову". 

## Вибрані публікації
- - Шинкарук С. Повісті — Київ: Сітон, 2024, — 223с. — ISBN 978-966-2724-39-4
  - Шинкарук С. Обирай знову — Київ: Сітон, 2023, — 459 с. — ISBN 978-966-2724-18-9
  - Шинкарук С. Термінове відрядження — Киев : Веселка, 2023, — 251 с. — ISBN 978-966-2724-13-4
  - Шинкарук С. Друга спроба — Киев : Веселка, 2020. — 168 с. — ISBN 976-966-281-163-6
  - Шинкарук С. Найпростіша справа — Киев : Веселка, 2019. — 168 с. — ISBN 976-966-281-133-9
  - Шинкарук С. Викрадення «Гетьмана». — Киев : Веселка, 2017. — 221 с. — ISBN 978-966-281-096-7
  - Шинкарук С. Чому я не стану президентом. — Киев : Веселка, 2017. — 327 с. — ISBN 978-966-281-086-8
- Шинкарук С. «Дев'ять з половиною днів», Харків: «Фоліо», 2016. — 365 c. — ISBN 978-966-03-7415-7
- Шинкарук С. «Смерть блазня» — Київ: Веселка, 2014. — 279 c. — ISBN 978-966-281-032-5 [4]
- Шинкарук С. «Супершоу» — Київ: Веселка, 2013. — 272 с. — ISBN 978-966-16-4295-8 [5]
- Шинкарук С. «Основний інстинкт»: розповіді / С. В. Шинкарук. — Хмельницький: Поділля, 1994. — 48 с. — ISBN 5-87174-054-5
- Шинкарук С. «кавеенщики», Хмельницький редакційно-видавничий відділ — 1993 г. — ISBN 5-7707-4725-0

### «Фонтан»
- Лист російським родичам [Архівовано 18 серпня 2016 у Wayback Machine.]
- Таксист [Архівовано 18 серпня 2016 у Wayback Machine.]
- Коля Мессі [Архівовано 17 серпня 2016 у Wayback Machine.]
- Подяка [Архівовано 17 серпня 2016 у Wayback Machine.]
- Оптиміст [Архівовано 17 серпня 2016 у Wayback Machine.]
- Чому я не пишу ужастики [Архівовано 18 серпня 2016 у Wayback Machine.]

### «Зарубіжні задвірки»
- з невигаданого [Архівовано 25 січня 2021 у Wayback Machine.]